# Ryūjin
Pour l’article homonyme, voir Ryujin (rappeuse).
Ryūjin (龍神) est le dieu de la mer dans la mythologie japonaise. C'est un dragon, symbole de la puissance de l'océan, pourvu d'une large gueule et capable de prendre forme humaine. Il vit à Ryūgū-jō d'où il contrôle les marées grâce à des joyaux magiques. Les tortues marines, les poissons et les méduses sont souvent décrites comme étant ses serviteurs,.

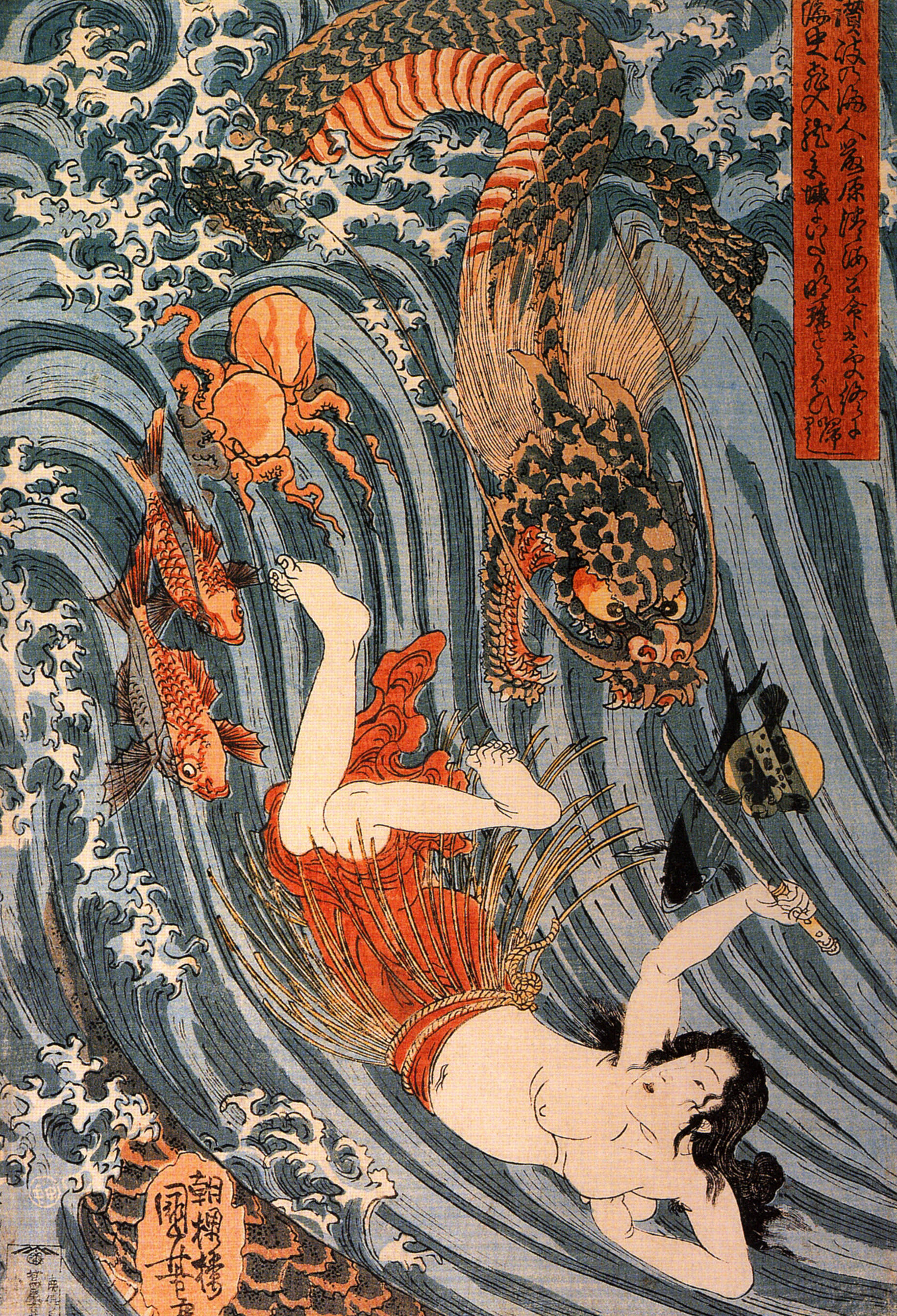
Tamatori est poursuivi par Ryūjin et d'autres créatures marines, estampe de Utagawa Kuniyoshi (1798 - 1861).

Ryūjin est le père de la magnifique déesse Otohime qui épousa le prince chasseur Hoori. Le premier empereur du Japon, Jimmu, étant présenté comme le petit-fils d'Otohime et de Hoori, Ryujin est considéré comme l'un des ancêtres de la dynastie impériale japonaise.

## Légendes associées
Selon la légende, l'impératrice Jingū mena à bien son attaque de la Corée en utilisant les joyaux de Ryūjin. Lors d'une confrontation avec la marine coréenne, Jingū jeta les joyaux de marée basse dans la mer et la marée recula, faisant échouer les bateaux ennemis. Lorsque les Coréens sortirent de leurs bateaux, Jingū jeta à la mer les joyaux de marée haute : la mer remonta et noya les soldats coréens. Un festival annuel, Gion Matsuri, se déroule au sanctuaire Yasaka pour fêter cette légende.
Une autre légende raconte comment la méduse perdit ses os. Selon cette histoire, Ryūjin désirait manger le foie d'un singe (dans certaines versions de l'histoire, dans le but de guérir une éruption incurable, dans d'autres, à la demande de son épouse) et envoya la méduse lui en ramener un. Lorsque la méduse trouva un singe et lui demanda son foie, le singe prétendit que celui-ci était dans une fiole cachée dans la forêt : il était trop lourd et le singe préférait le cacher dans la journée. Il proposa à la méduse d'aller avec lui le chercher, mais arrivé sur les lieux, où il n'y avait évidemment pas trace de l'organe, le singe affirma qu'on avait dû lui dérober son foie et qu'il devait retrouver les voleurs. Lorsque la méduse revint vers Ryūjin et qu'elle lui expliqua pourquoi le singe n'était pas avec elle, il entra dans une telle rage qu'il la frappa jusqu'à ce que ses os soient complètement écrasés.

## Culte
Ryūjin shinkō  (竜神信仰, « foi du dieu dragon ») est une forme de croyance religieuse shintoïste qui vénère les dragons en tant que kami de l'eau. Il est lié aux rituels agricoles, aux prières de pluie et de succès des pêcheurs.
Le dieu a des sanctuaires à travers le Japon et en particulier dans les zones rurales où la pêche et les pluies pour l'agriculture sont importantes pour les communautés locales.